# Jambol
Jambol (bulgariska: Ямбол) är huvudort i regionen Jambol i sydöstra Bulgarien. Staden ligger vid floden Tundzja och hade 92 928 invånare år 2005.

## Vänorter
Jambol har följande vänorter:
- Berdjansk, Ukraina
- Edirne, Turkiet
- Izjevsk, Ryssland
- Sieradz, Polen
- Târgu Jiu, Rumänien
- Villejuif, Frankrike